# آرثر لويس (لاعب كريكت بريطاني)
آرثر لويس (16 سبتمبر 1901 في ليسوتو - 23 أغسطس 1980 في المملكة المتحدة)  (بالإنجليزية: Arthur Lewis)‏ هو لاعب كريكت بريطاني (وحمل سابقاً جنسية المملكة المتحدة لبريطانيا العظمى وأيرلندا). لعب مع نادي مقاطعة هامبشاير للكريكت ‏ وBerkshire County Cricket Club ‏.

## وصلات خارجية
- آرثر لويس على موقع إي آس بي آن كريك إنفو (الإنجليزية)